# 小竹澄栄
小竹 澄栄（こたけ すみえ、1947年 - ）は、日本のドイツ文学者。
神奈川県生まれ。1972年横浜市立大学文理学部独文科卒業。1976年旧・東京都立大学人文科学研究科博士課程中退。東京都立大学人文学部助教授、教授。2005年退職。

## 翻訳
- ヴォルフ・レペニース『メランコリーと社会』岩田行一共訳 法政大学出版局・叢書ウニベルシタス 1987
- 『トリストラントとイザルデ』国書刊行会 1988。ドイツ民衆本の世界
- E.R.クルティウス『バルザック論』みすず書房 1990
- ヴォルフ・レペニース/ヘルムート・ノルテ『人間学批判』法政大学出版局 叢書・ウニベルシタス 1991
- E.R.クルティウス『文学と旅　ゲーテ/トーマス・マン/イタリア』みすず書房 1991
- クリストフ・ハイン『僕はあるときスターリンを見た』初見基共訳 みすず書房 1991
- クルティウス『ヨーロッパ文学評論集』みすず書房、1991

川村二郎・高本研一・円子修平・松浦憲作と分担訳。改訳版
- ルードルフ・ボルヒャルト『ピサ　ある帝国都市の孤独』みすず書房 1992
- エーリヒ・アウエルバッハ『世俗詩人ダンテ』みすず書房 1993
- ルードルフ・ボルヒャルト『ダンテとヨーロッパ中世』みすず書房 1995
- ルードルフ・ボルヒャルト『情熱の庭師』みすず書房 1997
- エーリヒ・アウエルバッハ『中世の言語と読者 ラテン語から民衆語へ』八坂書房 2006、新版2020
- M.ゲング/D.C.ターナー『老後を動物と生きる』みすず書房 2006
- ルートヴィヒ・クルツィウス『ギリシア彫刻の見方』みすず書房 2007
- カール=ヴィルヘルム・ヴェーバー『古代ローマ生活事典』みすず書房 2011

## 論文
- <小竹澄栄